# 阿尔泰瑞香
阿尔泰瑞香（学名：Daphne altaica）为瑞香科瑞香属下的一个种。

## 扩展阅读
- 維基物種上的相關：阿尔泰瑞香